# Podział administracyjny Trynidadu i Tobago

Podział administracyjny Trynidadu i Tobago

Trynidad i Tobago administracyjnie podzielony jest na czternaście Korporacji: dziewięć regionów, trzy gminy i dwa miasta. Tobago dzieli się na 7 parafii.

Podział administracyjny Tobago

| Korporacja              | Powierzchnia (km²) | Ludność | gęstość zaludnienia | siedziba władz |
| ----------------------- | ------------------ | ------- | ------------------- | -------------- |
| Port-of-Spain           | 13,45              | 49.031  | 3.650               | Port-of-Spain  |
| San Fernando            | 18,64              | 55.419  | 2.970               | San Fernando   |
| Chaguanas               | 59,65              | 67.433  | 1.130               | Chaguanas      |
| Arima                   | 11,15              | 32.278  | 2.890               | Arima          |
| Point Fortín            | 23,88              | 19.056  | 0.800               | Point Fortín   |
| Couva-Tabaquite-Talparo | 719,64             | 162.779 | 0.230               | Couva          |
| Diego Martin            | 127,53             | 105.720 | 0.830               | Petit Valley   |
| Penal-debe              | 246,91             | 83.609  | 0.340               | Penal          |
| Princes Town            | 621,35             | 91.947  | 0.150               | Princes Town   |
| Rio Claro-Mayaro        | 852,81             | 33.480  | 0.040               | Rio Claro      |
| San Juan-Laventille     | 220,39             | 157.295 | 0.710               | Laventille     |
| Sangre Grande           | 898,94             | 64.343  | 0.070               | Sangre Grande  |
| Siparia                 | 510,48             | 81.917  | 0.160               | Siparia        |
| Tunapuna-Piarco         | 527,23             | 203.975 | 0.370               | Tunapuna       |
| Tobago                  | 303,00             | 56.000  | 0.185               | Scarborough    |

| Legenda |         |
|         | Miasta  |
|         | Gminy   |
|         | Regiony |
|         | Tobago  |